# Egocentrisme
|  | Per a altres significats, vegeu «Egoisme». |

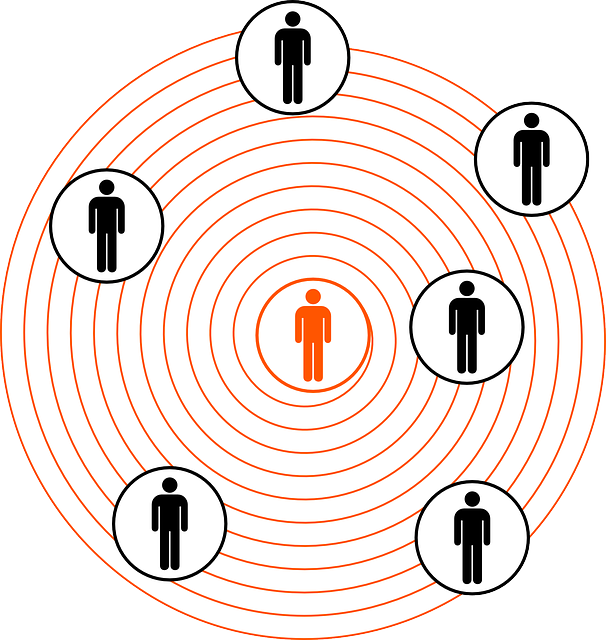
L'egocentrisme és la incapacitat de diferenciar entre un mateix i l'altre, o d'assumir o comprendre amb precisió qualsevol perspectiva que no sigui la pròpia.

L'egocentrisme (del llatí ego, 'jo', i 'centre') és una actitud psicològica en la qual l'individu es considera el centre de l'univers i dona valor a les coses en tant que li són d'utilitat pròpia; igualment, és incapaç de posar-se en el lloc de l'altre per considerar des d'allí els fenòmens. En una accepció més àmplia, és egocèntric aquell que considera que el seu punt de vista i els seus interessos són més importants que els dels altres.
Aquest concepte va ser utilitzat pel psicòleg suís Jean Piaget per assenyalar la incapacitat de les criatures de diferenciar el propi punt de vista del dels altres. A diferència del llenguatge de comunicació basat en la dualitat pregunta-resposta, sobre la crítica, sobre la pregària, l'amenaça o en tots aquells elements interaccionals, el llenguatge egocèntric representa aproximadament tres quartes parts del llenguatge infantil durant el període d'edat comprès entre els tres i els sis anys; acompanya les activitats solitàries i els jocs simbòlics en què les criatures realitzen monòlegs o imiten les frases realitzades per elles mateixes o altres.
Un altre aspecte de l'egocentrisme, el tenim en l'elevada freqüència de la paraula "jo" en el llenguatge infantil, que es descobreix més en les converses entre criatures que no en les conversacions entre infants i adults.
El llenguatge egocèntric es pot trobar també en fase adulta, quan un ha d'afrontar una situació particularment difícil, o completament inesperada, o en una circumstància euforitzant.

## Definició
L'egocentrisme és la incapacitat de diferenciar entre un mateix i l'altre. Més concretament, és la incapacitat d'assumir o comprendre amb precisió qualsevol perspectiva que no sigui la pròpia.
Tot i que l'egocentrisme i el narcisisme semblen semblants, no són el mateix. Una persona que és egocèntrica creu que són el centre d'atenció però no rep la gratificació per la pròpia admiració. Tant els egocentristes com els narcisistes són persones els egos de les quals estan molt influenciats per l'aprovació dels altres, mentre que per als egocentristes això pot ser cert o no.

## Durant la infància
Quan els nadons i els nens petits comencen a mostrar egocentrisme, aprenen que els seus pensaments, valors i comportaments són diferents dels dels altres, en el que es coneix com la teoria de la ment. Inicialment, quan els nens comencen a tenir interaccions socials amb els altres, principalment els cuidadors, malinterpreten que són una entitat, perquè estan junts durant molt de temps amb els cuidadors, que cobreixen les seves necessitats. Per exemple, l'acte de la mare per recuperar un objecte pot ser interpretat pel nadó com si ambdós formen la mateixa entitat, quan en realitat són individus separats. Ja als 15 mesos, els nens mostren una barreja d'egocentrisme i teoria de la ment quan un agent actua de manera inconsistent de la manera com els nens esperen que es comportin. En un estudi, els nens van observar com es posava una joguina en una caixa, però no com es treia d'aquesta caixa i es posava en una altra, a causa de l'obstrucció d'una pantalla. Quan es va treure la pantalla, els nens van parar molta més atenció a les caixes en veure que la joguina no estava a la caixa on havia d'estar. Això no només mostra l'existència de la capacitat de memòria dels nadons, sinó que també demostra com tenen expectatives basades en els seus coneixements, ja que es sorprenen quan aquestes expectatives no es compleixen.
Segons Piaget, l'egocentrisme durant la infància no vol dir egoisme o egotisme perquè es refereix a la comprensió del món que l'infant té en termes de la seva pròpia activitat motriu així com a la incapacitat per entendre'l. En el desenvolupament social dels nens, la infància és un període on l'individu realitza molt poques funcions socials a causa de la preocupació conscient i subconscient per la satisfacció de les necessitats físiques.

## Durant la preadolescència
Segons George Butterworth i Margaret Harris, durant la preadolescència, un sol ser incapaç de distingir entre allò que és subjectiu i objectiu. Segons Piaget, "un nen egocèntric assumeix que les altres persones veuen, escolten i senten exactament el mateix que el nen".
Jean Piaget (1896–1980) va desenvolupar una teoria sobre el desenvolupament de la intel·ligència humana, descrivint les etapes del desenvolupament cognitiu. Va afirmar que la primera infància és l'època del pensament preoperacional, caracteritzat per la incapacitat dels nens per processar el pensament lògic. Segons Piaget, un dels principals obstacles a la lògica que posseeixen els nens inclou la centració, “la tendència a centrar-se en un aspecte d'una situació amb exclusió dels altres”. Un tipus particular de centració és l'egocentrisme, literalment, "l'egocentrisme". Piaget afirmava que els nens petits són egocèntrics, capaços de contemplar el món només des de la seva perspectiva personal. Per exemple, un nen de tres anys va obsequiar a la seva mare una maqueta de camió com a regal d'aniversari; "havia embolicat el regal amb cura i l'havia regalat a la seva mare amb una expressió que mostrava clarament que esperava que li agradés". El nen de tres anys no havia escollit el present per egoisme o avaricia, però simplement no es va adonar que, des del punt de vista de la seva mare, potser no li agradaria el model de cotxe tant com a ell.
Piaget es va preocupar per dos aspectes de l'egocentrisme en els nens: el llenguatge i la moral. Creia que els nens egocèntrics utilitzen el llenguatge principalment per comunicar-se amb un mateix. Piaget va observar que els nens parlaven sols durant el joc, i aquest discurs egocèntric era només els pensaments del nen. Creia que aquest discurs no tenia cap funció especial; s'utilitzava com a forma d'acompanyar i reforçar l'activitat actual del nen. Va teoritzar que a mesura que el nen madura cognitivament i social, la quantitat de parla egocèntrica que s'utilitza es reduiria. No obstant això, Vygotsky va considerar que el discurs egocèntric té més significat, ja que permet el creixement del nen en la parla social i un alt desenvolupament mental. A més de la teoria de Piaget, creia que quan es comunica amb els altres, el nen creu que els altres ho saben tot sobre el tema de discussió i es frustra quan se li demana que donin més detalls.
Piaget també creia que l'egocentrisme afecta el sentit de la moral del nen. A causa de l'egocentrisme, el nen només es preocupa pel resultat final d'un esdeveniment més que per les intencions de l'altre. Per exemple, si algú trenca la joguina del nen, el nen no el perdonaria i no podria entendre que la persona ho havia fet sense voler. Aquest fenomen també pot estar recolzat per l'evidència de les conclusions de l'estudi de cas de Nelson, que va estudiar l'ús de motius i resultats per part dels nens petits com a ajuda a formar els seus judicis morals.
Piaget va fer una prova per investigar l'egocentrisme anomenada estudi de les muntanyes. Va posar els nens davant d'una senzilla serra de guix i després els va demanar que escollissin entre quatre imatges. Els nens més petits, de menys de set anys, van triar la imatge de la vista que ells mateixos havien vist i, per tant, es va trobar que no tenien la capacitat d'apreciar un punt de vista diferent del seu. En altres paraules, la seva manera de raonar era egocèntrica. Només quan van entrar a l'etapa concreta-operativa del desenvolupament entre els set i els dotze anys, els nens es van tornar menys egocèntrics i van poder apreciar punts de vista diferents dels seus. En altres paraules, eren capaços de prendre una perspectiva cognitiva. Tanmateix, la prova de les muntanyes ha estat criticada per jutjar només la consciència visuoespacial del nen, en lloc de l'egocentrisme. Es creu que Piaget va sobreestimar l'extensió de l'egocentrisme en els nens. L'egocentrisme és, per tant, la incapacitat del nen per veure els punts de vista dels altres, no s'ha de confondre amb l'egoisme. El nen en aquesta etapa del desenvolupament cognitiu assumeix que la seva visió del món és la mateixa que la dels altres.
Un experiment conegut de Wimmer i Perner (1983) anomenat tasca de falses creences demostra com els nens mostren la seva adquisició de la teoria de la ment (ToM) des dels 4 anys. En aquesta tasca, els nens veuen un escenari en què un personatge amaga un marbre en una cistella, surt de l'escena i un altre personatge que hi és present treu el marbre i el posa en una caixa. Sabent que el primer personatge no veia el canvi que es feia, se'ls va demanar als nens que havien de dir on pensaven que buscaria el marbre el primer personatge. Els resultats mostren que els nens menors de 4 anys responen que el personatge buscaria dins de la caixa, perquè tenen un coneixement superior d'on es troba realment el marbre. Mostra un pensament egocèntric a la primera infància perquè pensaven que encara que el propi personatge no veiés l'escenari sencer, tindria el mateix coneixement que un mateix i, per tant, hauria de mirar dins de la caixa per trobar el marbre. A mesura que els nens comencen a adquirir TdM, la seva capacitat de reconèixer i processar les creences i els valors dels altres anul·la la tendència natural a ser egocèntric.

## Durant l'adolescència
Tot i que la major part de la investigació completada sobre l'estudi de l'egocentrisme es centra principalment en el desenvolupament de la primera infància, s'ha trobat que també es produeix durant l'adolescència. David Elkind va ser un dels primers a descobrir la presència de l'egocentrisme a l'adolescència i la tarda adolescència. Argumenta que "el jove adolescent, a causa de la metamorfosi fisiològica que està patint, es preocupa principalment d'ell mateix. En conseqüència, com que no aconsegueix diferenciar entre el que pensen els altres i les seves pròpies preocupacions mentals, assumeix que les altres persones estan obsessionades amb el seu comportament i aparença com ell mateix." Això demostra que l'adolescent és egocèntric com una estratègia per aconseguir distingir si, en realitat, els altres els estimen o no tant com podrien pensar. Els adolescents es consideren "únics, especials i molt més significatius socialment del que realment són".
Elkind també va crear termes per ajudar a descriure els comportaments egocèntrics que mostra la població adolescent, com el que ell anomena un públic imaginari, la faula personal i la faula de la invencibilitat. Normalment, quan un adolescent egocèntric està experimentant un públic imaginari, implica la creença que hi ha un públic captivat i constantment present fins al punt d'estar massa interessat per l'individu egocèntric. La faula personal es refereix a la idea que molts adolescents creuen que els seus pensaments, sentiments i experiències són únics i més extrems que els de qualsevol altra persona. A la faula de la invencibilitat, l'adolescent creu en la idea que és immune a la desgràcia i que no pot ser perjudicat per coses que puguin derrotar a una persona normal. L'egocentrisme a l'adolescència sovint es veu com un aspecte negatiu de la seva capacitat de pensament perquè els adolescents es consumeixen amb ells mateixos i són incapaços de funcionar eficaçment en la societat a causa de la seva versió esbiaixada de la realitat i el cinisme.
Hi ha diverses raons per les quals els adolescents experimenten egocentrisme:
- Sovint, els adolescents s'enfronten a nous entorns socials (per exemple, l'inici de l'educació secundària) que requereixen que l'adolescent es protegeixi a si mateix, cosa que pot conduir a l'egocentrisme.[24]
- El desenvolupament de la identitat de l'adolescent pot fer que l'individu experimenti alts nivells d'unicitat que, posteriorment, esdevingui egocentrisme, el que es manifesta com la faula personal.[25]
- El rebuig dels pares pot provocar que els adolescents experimentin alts nivells d'autoconsciència, que poden conduir a l'egocentrisme.[26]

S'han trobat diferències de gènere en la manera de manifestar l'egocentrisme. El jo transitori, tal com el van definir Elkind i Bowen el 1979, es refereix a la imatge impermanent del jo que es relaciona principalment amb comportaments puntuals i aparença temporal, i les dones adolescents tenen una tendència més alta a considerar-se diferents dels altres, i tendeixen a tenir més consciència en situacions que impliquen vergonyes momentànies (per exemple, anar a una festa amb un mal tallat de cabells), que els seus companys masculins. Un altre estudi realitzat per Goossens i Beyers (1992) amb instruments de mesura similars va trobar que els nois tenen creences més fortes pel que fa a pensar que són únics, invulnerables i de vegades omnipotents, que són característiques típiques de la faula personal. Això torna a exemplificar la idea que l'egocentrisme està present fins i tot a l'adolescència tardana.
Els resultats d'altres estudis han arribat a la conclusió que l'egocentrisme no es presenta en alguns dels mateixos patrons que es va trobar originalment. Estudis més recents han trobat que l'egocentrisme predomina en els últims anys del desenvolupament, a diferència dels descobriments originals de Piaget que suggerien que l'egocentrisme només està present en el desenvolupament de la primera infància. L'egocentrisme és especialment dominant en l'adolescència primerenca, especialment quan els adolescents es troben amb nous entorns, com ara una nova escola o un nou grup d'iguals.
A més, durant l'adolescència l'egocentrisme contribueix al desenvolupament de la pròpia identitat; per tal d'aconseguir la pròpia identitat, els adolescents passen per diferents vies d'etapes de "crisi" i "compromís", i per això l'assoliment de la pròpia identitat es correlaciona amb un egocentrisme intensificat.

## Durant l'edat adulta
La prevalença de l'egocentrisme en l'individu disminueix entre els 15 i els 16 anys. Tanmateix, els adults també són susceptibles de ser egocèntrics o de tenir reaccions o comportaments que es poden catalogar com a egocèntrics.
Frankenberger va provar els nivells d'egocentrisme i autoconsciència d'adolescents (14-18 anys) i adults (20-89). Es va trobar que les tendències egocèntriques que s'havien estès fins a l'edat adulta primerenca també estaven presents en els anys d'adult mitjà.
Baron i Hanna van observar a 152 participants i van analitzar com la presència de depressió afectava l'egocentrisme. Van fer proves en adults d'entre 18 i 25 anys i van trobar que els participants que patien depressió mostraven nivells més alts d'egocentrisme que els que no.
Finalment, Surtees i Apperly van trobar que la presència d'un avatar interferia amb la presa de judicis dels participants quan se'ls va demanar als adults que jutgessin el nombre de punts que veien i el nombre de punts que veia l'avatar en una simulació per ordinador. En aquest assaig el nombre de punts vistos pel participant no era coherent amb el nombre de punts vistos per l'avatar. Aquest efecte sobre els participants va disminuir quan l'avatar es va substituir per una simple línia groga o blava, la qual cosa va concloure que d'alguna manera l'avatar que tenia un atribut personal generava implícitament que els participants incloguessin la seva "visió" en la seva pròpia presa de decisions. Dit això, van cometre més errors quan el nombre de punts vistos per l'avatar diferia dels que havia vist el participant, cosa que demostra que el pensament egocèntric encara és predominant per fer judicis ràpids, tot i que el els adults són ben conscients que els seus pensaments poden diferir dels altres.